# Coppa Bernocchi 1929
La Coppa Bernocchi 1929, undicesima edizione della corsa, si svolse il 10 settembre 1929 su un percorso di 227 km. Era valida come evento del circuito UCI categoria CB1.1. La vittoria fu appannaggio dell'italiano Allegro Grandi, precedendo i connazionali Ambrogio Morelli e Felice Gremo. L'arrivo e la partenza della gara furono a Legnano.

## Ordine d'arrivo (Top 10)
| Pos. | Corridore        | Squadra   | Tempo |
| ---- | ---------------- | --------- | ----- |
| 1    | Allegro Grandi   | Bianchi   | N.D.  |
| 2    | Ambrogio Morelli | Gloria    | N.D.  |
| 3    | Felice Gremo     | Ideor     | N.D.  |
| 4    | Mario Bianchi    | Legnano   | N.D.  |
| 5    | Learco Guerra    | Maino     | N.D.  |
| 6    | Alfonso Crippa   | La Rafale | N.D.  |
| 7    | Alfredo Bovet    | -         | N.D.  |
| 8    | Aleardo Simoni   | -         | N.D.  |
| 9    | Giacomo Briano   | -         | N.D.  |
| 10   | Michele Mara     | Bianchi   | N.D.  |